# Loïc Perrin
Loïc Perrin (Saint-Étienne, 7 de agosto de 1985) é um ex-futebolista profissional francês que atuava como defensor. Ele passou toda a sua carreira profissional jogando pelo Saint-Étienne.

## Carreira
Loïc Perrin começou a carreira no Saint-Étienne em 2003.
Foi convocado para defender a seleção da França em 6 de Novembro de 2014 diante dos amistosos contra Albânia e Suécia. Foi novamente chamado em 9 de Novembro do ano seguinte como substituto do lesionado Mamadou Sakho, para enfrentar Alemanha e Inglaterra em amistosos.
Aposentou-se em jogo válido contra o PSG pela final da Copa da França em 24 de julho de 2020, onde foi expulso ainda no primeiro tempo por falta dura em Kylian Mbappé. 